# Herda (Werra-Suhl-Tal)

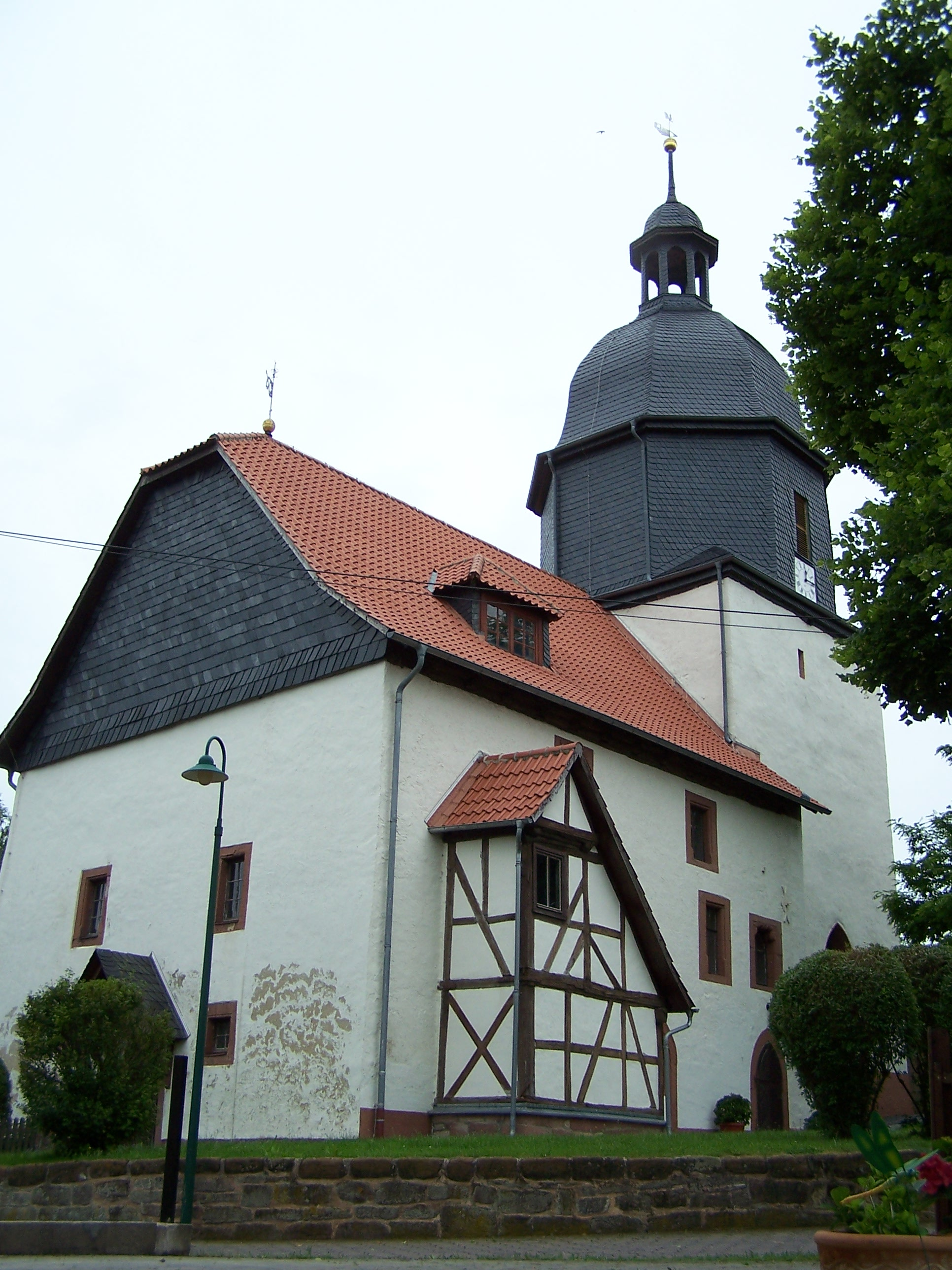
Kirche St. Margarethen in Herda

Herda ist ein Ortsteil der Stadt Werra-Suhl-Tal im Wartburgkreis in Thüringen.

## Geografie
Herda liegt 2 km östlich von Berka/Werra, dem Verwaltungssitz der Gemeinde, an der Landesstraße L 1023 und am Unterlauf der Suhl am Rand der hochwassergefährdeten Werraaue.

## Geschichte
Bodenfunde am Nordrand der Ortslage und unweit der Werraaue belegen die frühgeschichtliche Besiedlung der Flur. Noch im 19. Jahrhundert bildete „der Forst“ einen Auwald in der Werraaue und lieferte das Baumaterial für die zahlreichen Fachwerkgebäude des Ortes.
Die Herren von Herda waren eines der bedeutendsten Geschlechter des Landadels im mittleren Werratal. Sie waren Grundherren des Dorfes Herda im Amt Hausbreitenbach und zeitweise Burgherren der Brandenburg. Ihr Schloss, ein reich verzierter Fachwerkbau, befand sich unweit der Kirche am nördlichen Ortsrand, es wurde von den SED-Politfunktionären als störendes Relikt der Feudalzeit angesehen und um 1950 abgebrochen.
Im 16. Jahrhundert war die Region um Herda ein Zentrum der Täuferbewegung. Als Anführer dieser Bewegung wurde der freie Bauer Fritz Erbe gefangen genommen und nach Eisenach überstellt, wo er mehrere Jahre lang im Storchenturm inhaftiert war. Erbe starb später, nach 15-jähriger Haft, im Verlies der Wartburg.
Von C. Kronfeld wurden 1879 landeskundliche und statistischen Angaben zum Ort publiziert: Herda ist ein Dorf mit 149 Wohnhäusern und 736 Einwohnern. Die Gesamtfläche des Dorfes beträgt 880,03 ha, davon entfallen auf Hofstellen und Gärten 21,37 ha, Wiesen  127,2 ha, Ackerland 585,21 ha, Teiche, Bäche und Flüsse 5,7 ha, Wege, Triften und  Obstgehölze  140,42 ha. Der Viehbestand umfasst  25 Pferde, 515 Rinder, 1019 Schafe, 187 Schweine, 44 Ziegen und 27 Bienenvölker.
Am 4. April 1945 besetzte die US-Armee kampflos den Ort Herda. In der Nähe fanden 12 deutsche Soldaten den Tod, wurden von der Bevölkerung geborgen und in einem Gemeinschaftsgrab auf dem Friedhof begraben.
Durch die Thüringer Verordnung vom 16. Februar 1994 erfolgte die Auflösung der Gemeinden Fernbreitenbach, Gospenroda, Herda, Horschlitt und Vitzeroda und deren Eingliederung in die Stadt Berka/Werra mit Wirkung vom 18. März 1994. Diese ging zum 1. Januar 2019 in der Stadt Werra-Suhl-Tal auf.

## Persönlichkeiten
- Fritz Erbe (um 1500–1548), Täufer und Landwirt
- Johannes Remus Quietanus (1588–1654), Astronom und Astrologe
- Ernst Rabich (1856–1933), Chordirigent, Komponist und Musikschriftsteller
- Wilhelm Pippert (1878–unbekannt), deutscher Impressionist, Landschafts- und Bildnismaler